# گمینا وویچیخوویتسه
گمینا وویچیخوویتسه (به لهستانی:  Gmina Wojciechowice) یک گمینا در لهستان است که در شهرستان اوپاتوف واقع شده‌است. گمینا وویچیخوویتسه ۸۶٫۳۷ کیلومتر مربع مساحت و ۴٬۴۸۱ نفر جمعیت دارد.